# إيناس راو
إيناس راو هي عارضة فرنسية ولدت في 1990، تم اختيارها بلاي بوي بلاي ميت لشهر نوفمبر 2017 وهي بذلك أول متحولة جنسياً تكون بلاي ميت.

## حياتها المبكرة
ولدت راو في باريس لعائلة من أصول جزائرية. ولدت كرجل لكنها أجرت جراحة إعادة تحديد الجنس في سن ال16 بعد أن ألهمتها قصة حياة العارضة الإنجليزية المتحولة جنسياً كارولين كوزي. بعد ذلك، عاشت كامرأة لكنها لم تكشف عن هويتها المتحولة جنسياً حتى بلغت ال24.

## وصلات خارجية
- إيناس راو على موقع IMDb (الإنجليزية)
- إيناس راو على موقع ألو سيني (الفرنسية)
- إيناس راو على موقع دليل عارضات الأزياء (الإنجليزية)